# Chesias nigrescens
Chesias nigrescens är en fjärilsart som beskrevs av Heydemann 1933. Chesias nigrescens ingår i släktet Chesias och familjen mätare. Inga underarter finns listade i Catalogue of Life.